# Конституционно-демократическа партия
Конституционно-демократическата партия (на руски: Конституционно-демократическая партия) е центристка либерална политическа партия в Русия, действала през 1905 – 1917 година. Официалното ѝ наименование е Партия на народната свобода, а привържениците ѝ обикновено са наричани кадети (от съкращението на конституционни демократи).
Основана е на 12 октомври 1905 година, по време на Руската революция, като обединение на по-ранни либерални групи и е оглавена от Павел Милюков. На първите парламентарни избори в Русия през 1906 година е първа сила, но е изолирана от управлението, заради възгледите си, смятани за твърде радикални от режима. След Февруарската революция през 1917 година получава водеща роля в новосъставеното Временно правителство, но до лятото на същата година е изместена от по-радикални социалистически групи. След вземането на властта от болшевиките в края на годината партията е забранена, а лидерите ѝ са подложени на преследвания, като много от тях напускат страната.